# 바탄 말라키안
바탄 말라키안(Vartan Malakian, 1947년 2월 14일 ~ )은 이라크에서 태어난 아르메니아계 미국인 미술가이다. 밴드 시스템 오브 어 다운의 기타리스트 다론 말라키안의 아버지이기도 한 그는 이들의 2005년 음반 《Mezmerize》, 《Hypnotize》의 표지를 제작해주기도 하였다.